# Deinze
Deinze [ˈdɛinzə], que l'on trouve également écrit Deynse, est une ville de Belgique située dans la province de Flandre-Orientale en Région flamande. Elle se trouve au bord de la Lys et compte environ 43 500 habitants.
Depuis le 1er janvier 2019, la commune a fusionné avec Nevele, mais la nouvelle commune garde le nom de Deinze.

## Histoire
Le nom apparaît pour la première fois sous la forme Donsa ou Dunsa en l'an 840. Le sens est encore obscur, mais pourrait bien renvoyer à une région envahie par la mousse. Poppon, abbé de Stavelot, né en 978 à Deinze, donna ensuite à son pays natal des reliques qu'il avait rapportées de son pèlerinage en Terre Sainte et qui sont enfermées dans les murs de l'église Notre-Dame.
À l'époque féodale, Deinze, était une seigneurie entre les mains de plusieurs grandes familles ; le père de Poppon faisait partie de la plus ancienne que nous connaissions. Nous trouvons ensuite Iweins d'Alost et son fils Thierry, qui tenaient la seigneurie en fief des comtes de Flandre. Vint ensuite la famille Courtenay, la comtesse de Bar et le comte de Luxembourg.
Au XIIIe siècle il y avait un béguinage dédié à sainte Marguerite. Après sa destruction, le monastère Sainte-Marguerite fut fondé à la même place en 1423. Cependant pendant la guerre de religion de 1580, les moines furent obligés de s'enfuir à Akkergem-Ghent.
Vers 1300, Deinze fut vendue par Walram de Luxembourg à Robrecht de Béthune et revint pour une courte période en possession des comtes de Flandre avant de passer à Robert van Kessel (ou Robert de Cassel) qui allait à son tour la céder aux comtes de Bar.
L'église paroissiale de Notre-Dame fut construite au XIIIe siècle dans le style gothique primitif. À la fin du XVIIIe siècle, elle fut aménagée avec un mobilier précieux et divers objets liturgiques.
En 1431 Philippe le Bon occupa la seigneurie qui, pendant les deux siècles suivants, fut la propriété de la famille della Faille, de Philippe IV d'Espagne, de Diego Messia et de la Maison de Mérode, qui resta propriétaire du Marquisat de Deinze, de la ville libre de Petegem, d'Astene et de Tronchiennes.
Sur les plans administratif et juridique Deinze était divisée en deux parties : Deinze intérieur et Deinze extérieur.
Deinze intérieure était divisée en une ville et une ville libre avec un collège échevinal composé de sept échevins. Un bailli représentait le roi. À la fin du XIIIe siècle Guy de Dampierre fit fortifier la ville. Pendant le soulèvement de la côte flamande Deinze s'allia à Bruges, ce qui lui valut en 1327 d'être presque entièrement détruite par les Gantois. Au cours du soulèvement de Gand contre Louis de Maele en 1380 la ville choisit encore une fois le parti de Bruges. Elle fut assiégée à tour de rôle par les troupes de Gand et de Bruges ce qui provoqua sa destruction pour la seconde fois. En 1452 elle fut détruite une troisième fois par les Gantois. De même, au cours du soulèvement contre Maximilien d'Autriche, les troupes françaises (1488) et les milices de Gand (1492) s'y livrèrent à d'abominables excès. À ces violences succéda encore une épidémie de peste. En 1566 l'iconoclasme fit rage et la ville fut occupée par une garnison espagnole.
En 1579, Deinze adhéra à l'Union d'Utrecht, mais après un bref répit les violences reprirent. En 1580 la ville fut totalement détruite et vidée de ses habitants. Ceci devait encore se reproduire au cours des XVIIe et XVIIIe siècles, les troupes françaises en étant les principales responsables. La ville devait encore subir de lourds dommages au cours des deux guerres mondiales.
Nonobstant toutes ces violences, Deinze parvint à connaître des périodes de grande prospérité. Au XIIe siècle, la ville put s'appuyer sur l'industrie drapière et au XVIe siècle sur l'industrie du lin et la tapisserie. La maroquinerie, elle aussi, jouait un grand rôle. La vie culturelle n'était pas moins importante que l'industrie. Dès le XVe siècle, il existait des troupes de théâtre et, au XVIe siècle, la chambre de rhétorique « Nazarenen », qui se développa encore au XVIIe siècle et au XVIIIe siècle. Les théâtres étaient nombreux.
Sur le plan ecclésiastique, la ville fut jusqu'en 1570 dépendante de l'autorité de l'évêque de Tournai avant de passer sous celle de l'évêque de Gand. Au XIIIe siècle, la ville hébergeait un béguinage érigé en l'honneur de sainte Marguerite. Après sa destruction, on érigea en 1423 le couvent Sainte-Marguerite. Au cours des guerres de Religion, les religieuses furent toutefois forcées de chercher refuge à Akkergem-Gand.
On pouvait également trouver à Deinze refuge consacré à saint Blaise qui était desservi par des sœurs augustines. Cet édifice fut également dévasté au cours de l'iconoclasme. Il fut restauré par la suite mais les religieuses en furent expulsées durant la Révolution française. En 1916, les Maricoles s'installèrent dans les bâtiments à l'abandon et y dispensèrent l'enseignement.

## Administration
Les bourgmestres furent Johannes lagrange (Parti catholique, précurseur du CD&V) (1921-1932), Jan François Hopsomere, Jan Baptiste Ottevaere, constant DE Beil, Galens, C. Maere (-1971), Ernest Van De Wiele (CVP) (1971-1980), Roger Boerjan (CVP) (1980-2001). Depuis 2001 le bourgmestre est Jacques De Ruyck (CD&V) et la ville est dirigée depuis 2007 par une coalition composée du CD&V et de l'Open VLD. Les partis de gauche GroenRood et SP.a Samen, ainsi que les partis d'extrême droite Vlaams Belang forment l'opposition.

## Sections de la commune
| #  | Section             | Superf. (km²) | Habitants (2020) | Habitants par km² | Code INS avant 2019 | Code INS depuis 2019 |
| -- | ------------------- | ------------- | ---------------- | ----------------- | ------------------- | -------------------- |
| 1  | Deinze              | 8,75          | 7.162            | 818               | 44011A              | 44083A               |
| 2  | Astene              | 9,58          | 4.957            | 517               | 44011B              | 44083B               |
| 3  | Petegem-aan-de-Leie | 9,54          | 10.235           | 1.073             | 44011C              | 44083C               |
| 4  | Zeveren             | 3,74          | 896              | 239               | 44011D              | 44083D               |
| 5  | Grammene            | 3,08          | 989              | 321               | 44011E              | 44083E               |
| 6  | Gottem              | 6,24          | 613              | 98                | 44011F              | 44083F               |
| 7  | Wontergem           | 5,08          | 990              | 195               | 44011G              | 44083G               |
| 8  | Vinkt               | 10,15         | 1.436            | 142               | 44011H              | 44083H               |
| 9  | Meigem              | 7,44          | 838              | 113               | 44011J              | 44083J               |
| 10 | Bachte-Maria-Leerne | 8,70          | 1.994            | 229               | 44011K              | 44083K               |
| 11 | Leerne-Saint-Martin | 3,81          | 1.090            | 286               | 44011L              | 44083L               |
| 12 | Nevele              | 13,90         | 2.875            | 207               | 44049A              | 44083A               |
| 13 | Poesele             | 2,52          | 456              | 181               | 44049B              | 44083B               |
| 14 | Hansbeke            | 9,89          | 2.096            | 212               | 44049C              | 44083C               |
| 15 | Merendree           | 10,82         | 2.048            | 189               | 44049D              | 44083D               |
| 16 | Landegem            | 8,56          | 3.438            | 402               | 44049E              | 44083E               |
| 17 | Vosselare           | 6,21          | 1.450            | 233               | 44049F              | 44083F               |

### Communes limitrophes
La ville de Deinze est limitrophe des communes et sections de communes suivantes :
| - Poucques (Aalter) - Lotenhulle (Aalter) - Drongen (Gent) - Laethem-Saint-Martin - Deurle (Laethem-Saint-Martin) - Nazareth - Kruishoutem |

| - Machelen (Zulte) - Olsene (Zulte) - Oeselgem (Dentergem) - Wakken (Dentergem) - Markegem (Dentergem) - Dentergem - Aarsele (Tielt) |

## Héraldique
|  | La ville possède des armoiries qui lui ont été octroyées le 3 décembre 1817 et confirmées le 18 juin 1838 et avec des couleurs améliorées le 3 février 1982. Deinze était déjà une ville importante au XIIe siècle. Le plus ancien sceau connu de la ville date du XVIe siècle et montre déjà l'aigle aux trois roses. L'origine de l'aigle et des roses n'est pas connue. Les armoiries n'ont jamais changé depuis et ont été montrées dans de nombreuses illustrations et sceaux au cours des siècles. En 1817, les roses ont été montrées, à tort, en noir ce qui n’a pas été corrigé en 1838 mais seulement en 1982. Blasonnement : D'argent à une aigle bicéphale de sable accompagnée de roses 1 et 2 de gueules. Source du blasonnement : Heraldy of the World. |

## Démographie

### Évolution démographique: Avant la fusion des communes
- Sources : INS, Rem. : 1806 jusqu'en 1970 = recensements[6].

### Évolution démographique de la commune fusionnée
Graphe de l'évolution de la population de la commune. Les données ci-après intègrent les anciennes communes dans les données avant la fusion en 1977 et en 2019.
- Source : DGS - Remarque: 1831 jusqu'à 1981=recensement; depuis 1990=nombre d'habitants chaque 1er janvier[7]

## Curiosités

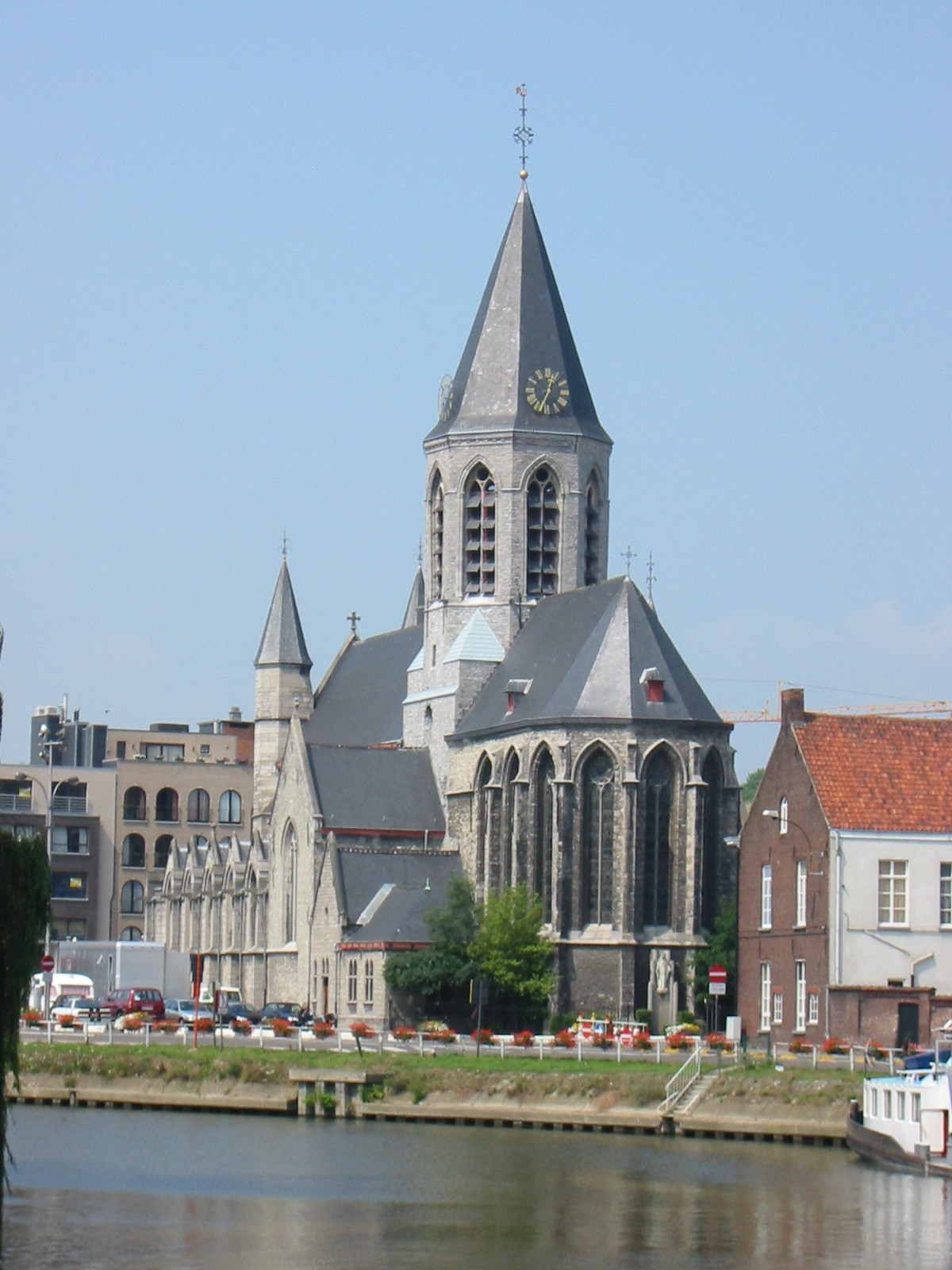
Église Notre-Dame de Deinze

- L'église Notre Dame de Deinze, exemple typique du gothique scaldien.

- Le musée communal de Deinze et de la région de la Lys, bel exemple de la façon dont un musée établi dans une ville de province peut atteindre un haut niveau. Il contient de nombreuses œuvres d'artistes flamands qui furent d'une façon ou d'une autre liés à la région de la Lys, parmi lesquels des noms réputés comme Antoon Catrie, Émile Claus, Leon De Smet, Gust De Smet, George Minne, Constant Permeke, Roger Raveel, Albert Servaes, Frits van den Berghe, Gustave van de Woestijne et Albijn Van den Abeele. On y trouve également une section populaire qui contient des pièces relatives au folklore, à l'industrie et à l'histoire locaux (avec des trouvailles archéologiques des environs).

- Le château d'Ooidonk, de style Renaissance.

## Sport
À Deinze sont présents plusieurs clubs sportifs, parmi lesquels le KMSK Deinze, le club de football disposant du matricule 818, qui joue en deuxième division, est le plus connu. Ce club joue au stade "Bourgmestre Van de Wiele". On peut également mentionner Sferos Deinze, le club de volleyball qui joue en 1re provinciale et l'équipe de basket qui joue au même niveau.

## Événements récurrents à Deinze
- Le Briellenium - réveillon de la Saint Sylvestre au port du Briel
- Le Cortège de Canteclaer - Tous les cinq ans
- Le marché aux batjes - Premier samedi de mai
- Le marché aux fleurs - Premier samedi de mai
- La plantation du mai à Petegem - 1er mai
- Le marché des apiculteurs de petegem - 1er mai
- Les fêtes du lin de Gottem - Tous les cinq ans
- La randonnée cycliste des onze villages - Lundi de Pentecôte
- La randonnée cycliste familiale de wontergem - Second dimanche d'août
- La procession du sang à Meigem - Premier dimanche de juillet
- Le marché annuel - Le mercredi précédant le quatrième dimanche de juillet
- Les fêtes de Deinze - Les deux dernières semaines de juillet
- Feu d'artifice musical - Dernier mercredi de juillet à 23 heures
- Marches Canteclaer - Troisième dimanche de septembre
- Fêtes du vin à Petegem - Les samedis précédant le premier dimanche d'octobre
- Bénédiction des chevaux - premier dimanche qui suit le 1er novembre
- Recherche des œufs de Pâques - Samedi avant Pâques
- Concerts de carillon - Régulièrement

## Personnalités

### Nés à Deinze
- Willem Baudartius, théologien
- Hans De Clerq, coureur cycliste
- Jan de Keyser, bourgmestre de Oostkamp
- Raoul De Keyser, artiste peintre
- Rudy Dhaenens, coureur cycliste
- Bert Dhondt, footballeur
- Francesco Planckaert, coureur cycliste
- Poppon, abbé de Stavelot
- Albert Saverys (1886-1964), artiste peintre  luministe et expressionniste
- Tony Sergeant, footballeur
- Franky Van Haesebroucke, coureur cycliste
- Gaston Van Landeghem, artiste peintre

### Habitants à Deinze
- Hein Decaluwé, présentateur à Radio 2
- Jacques Rogge, président du Comité international olympique
- Bert Van Poucke, acteur
- Willy Tack, ancien footballeur, homme politique

## Jumelages
Deize est jumelée avec Queckenberg (Allemagne) depuis 1980.